# GNAI2
GNAI2 (англ. G protein subunit alpha i2) – білок, який кодується однойменним геном, розташованим у людей на короткому плечі 3-ї хромосоми.  Довжина поліпептидного ланцюга білка становить 355 амінокислот, а молекулярна маса — 40 451.
| 10         |  | 20         |  | 30         |  | 40         |  | 50         |
| ---------- |  | ---------- |  | ---------- |  | ---------- |  | ---------- |
| MGCTVSAEDK |  | AAAERSKMID |  | KNLREDGEKA |  | AREVKLLLLG |  | AGESGKSTIV |
| KQMKIIHEDG |  | YSEEECRQYR |  | AVVYSNTIQS |  | IMAIVKAMGN |  | LQIDFADPSR |
| ADDARQLFAL |  | SCTAEEQGVL |  | PDDLSGVIRR |  | LWADHGVQAC |  | FGRSREYQLN |
| DSAAYYLNDL |  | ERIAQSDYIP |  | TQQDVLRTRV |  | KTTGIVETHF |  | TFKDLHFKMF |
| DVGGQRSERK |  | KWIHCFEGVT |  | AIIFCVALSA |  | YDLVLAEDEE |  | MNRMHESMKL |
| FDSICNNKWF |  | TDTSIILFLN |  | KKDLFEEKIT |  | HSPLTICFPE |  | YTGANKYDEA |
| ASYIQSKFED |  | LNKRKDTKEI |  | YTHFTCATDT |  | KNVQFVFDAV |  | TDVIIKNNLK |
| DCGLF      |  |            |  |            |  |            |  |            |

A: Аланін

C: Цистеїн

D: Аспарагінова кислота

E: Глутамінова кислота

F: Фенілаланін

G: Гліцин

H: Гістидин

I: Ізолейцин

K: Лізин

L: Лейцин

M: Метіонін

N: Аспарагін

P: Пролін

Q: Глутамін

R: Аргінін

S: Серин

T: Треонін

V: Валін

W: Триптофан

Кодований геном білок за функцією належить до білків внутрішньоклітинного сигналінгу. 
Задіяний у таких біологічних процесах як клітинний цикл, поділ клітини. 
Білок має сайт для зв'язування з нуклеотидами, іонами металів, ГТФ, іоном магнію. 
Локалізований у клітинній мембрані, цитоплазмі, цитоскелеті, мембрані.